# 24-Stunden-Rennen von Spa-Francorchamps 2007

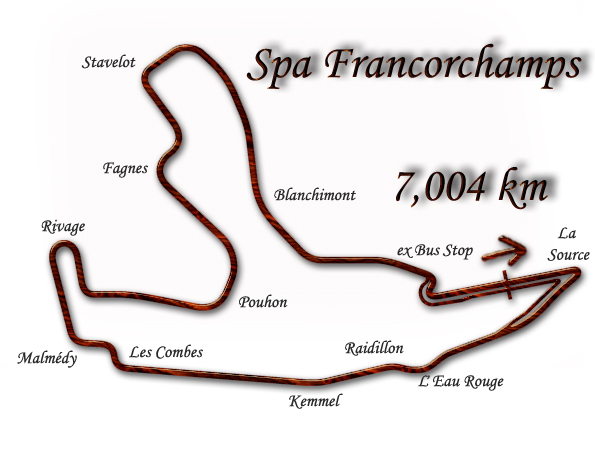
Streckenlayout des Circuit de Spa-Francorchamps 2007

Das 59. 24-Stunden-Rennen von Spa-Francorchamps, auch Total Spa 24 Hours 2007, fand am 28. und 29. Juli 2007 auf dem Circuit de Spa-Francorchamps statt und war der sechste Wertungslauf der FIA-GT-Meisterschaft dieses Jahres.

## Das Rennen
Das Rennen fand unter immer wieder wechselnden Wetterbedingungen statt. Starker Regen führte mehrfach zu längeren Safety-Car-Phasen. Der Jetalliance- Aston Martin DBR9 mit der Startnummer 33, gefahren von Karl Wendlinger, Ryan Sharp, Lukas Lichtner-Hoyer und Robert Lechner, führte das Rennen zunächst an, fiel jedoch nach 158 Runden wegen eines Motorschadens aus. In der Folge wechselte die Führung mehrmals. An der Spitze fuhren unter anderem die beiden Maserati MC12 GT1 des Vitaphone Racing Team, der Chevrolet Corvette C6.R von Carsport Holland und der Chevrolet Corvette C5-R von PK Carsport.
Gegen Ende des Rennens hatte der Vitaphone-Maserati von Michael Bartels, Thomas Biagi, Eric van de Poele und Pedro Lamy eine Runde Vorsprung auf den Carsport-Holland-Chevrolet, doch ein Fahrfehler von Biagi auf rutschiger Strecke führte dazu, dass das Auto nach einem Dreher im Kiesbett stecken blieb. Während das Fahrzeug geborgen wurde, übernahm die Carsport-Holland-Chevrolet und Mike Hezemans/Jean-Denis Delétraz/Marcel Fässler/Fabrizio Gollin siegten mit dem Vorsprung 1:17,756 Minuten auf das Maserati-Quartett. 

## Ergebnisse

### Schlussklassement
| 1           | GT1          | 5    | Carsport Holland               | Mike Hezemans Jean-Denis Delétraz Marcel Fässler Fabrizio Gollin         | Chevrolet Corvette C6.R       | 532 |
| 2           | GT1          | 1    | Vitaphone Racing Team          | Michael Bartels Thomas Biagi Eric van de Poele Pedro Lamy                | Maserati MC12 GT1             | 532 |
| 3           | GT1          | 4    | PK Carsport                    | Anthony Kumpen Bert Longin Kurt Mollekens Frédéric Bouvy                 | Chevrolet Corvette C5-R       | 529 |
| 4           | GT1          | 2    | Vitaphone Racing Team          | Miguel Ramos Christian Montanari Matteo Bobbi Stéphane Lémeret           | Maserati MC12 GT1             | 529 |
| 5           | GT1          | 11   | Scuderia Playteam Sarafree     | Andrea Bertolini Andrea Piccini Alessandro Pier Guidi Fabrizio De Simone | Maserati MC12 GT1             | 527 |
| 6           | GT1          | 3    | Luc Alphand Aventures          | Vincent Vosse Gregory Franchi Oliver Gavin Olivier Beretta               | Chevrolet Corvette C6.R       | 521 |
| 7           | GT1          | 16   | JMB Racing                     | Joe Macari Ben Aucott Marino Franchitti Philipp Peter                    | Maserati MC12 GT1             | 515 |
| 8           | GT2          | 97   | BMS Scuderia Italia            | Emmanuel Collard Matteo Malucelli Marc Lieb                              | Porsche 997 GT3-RSR           | 511 |
| 9           | GT2          | 76   | IMSA Performance Matmut        | Raymond Narac Patrick Long Richard Lietz                                 | Porsche 997 GT3-RSR           | 507 |
| 10          | GT1          | 18   | Selleslagh Racing Team         | Marc Duez Damien Coens Maxime Soulet Steve van Bellingen                 | Chevrolet Corvette C5-R       | 502 |
| 11          | GT2          | 99   | Tech9 Motorsport               | Leo Machitski Sean Edwards Sascha Maassen                                | Porsche 997 GT3-RSR           | 501 |
| 12          | GT2          | 74   | Ebimotors                      | Emanuele Busnelli Marcello Zani Andrea Ceccato Xavier Pompidou           | Porsche 997 GT3-RSR           | 495 |
| 13          | GT2          | 52   | Racing Team Edil Cris          | Paolo Ruberti Damien Pasini Matteo Cressoni Lorenzo Casè                 | Ferrari F430 GT2              | 483 |
| 14          | G3           | 124  | Mühlner Motorsport             | Paul van Splunteren Simon Frederiks Pim van Riet Ian Khan                | Porsche 997 GT3 Cup           | 475 |
| 15          | GT2          | 63   | Scuderia Ecosse                | Chris Niarchos Andrew Kirkaldy Tim Sugden                                | Ferrari F430 GT2              | 474 |
| 16          | GT2          | 70   | Easy Race                      | Giampaolo Tenchini Maurice Basso Roberto Plati Bo McCormick              | Ferrari F430 GT2              | 474 |
| 17          | G3           | 160  | Prospeed Competition           | Christian Lefort Christian Kelders Christophe Kerkhove Philippe Greisch  | Porsche 997 GT3 Cup           | 459 |
| 18          | GT1          | 12   | Scuderia Playteam Sarafree     | Giambattista Giannoccaro Max Busnelli Alex Müller Yves Lambert           | Maserati MC12 GT1             | 458 |
| 19          | G2           | 105  | G&A Racing                     | Guino Kenis Michael de Keersmaecker Patrick Smets Chris Mattheus         | Mosler MT900 GT3              | 455 |
| 20          | G3           | 141  | Emeraude Racing RMS            | Romain Rautureau Patrice Fournet Patrick Herbert Matthieu Lahaye         | Porsche 997 GT3 Cup           | 453 |
| 21          | GT2          | 95   | James Watt Automotive          | Paul Daniels David Cox Joël Camathias Oliver Moorey                      | Porsche 997 GT3-RSR           | 450 |
| 22          | G2           | 103  | Gravity International          | Vincent Radermecker David Dermont Olivier Muytjens Loris De Sordi        | Mosler MT900 GT3              | 448 |
| 23          | Coupe du Roi | 201A | JMB Racing                     | Peter Kutemann Henk Haane                                                | Ferrari F430 GT3              | 439 |
| 24          | Coupe du Roi | 201B | JMB Racing                     | Nicolas Comar Philippe Rambeaud                                          | Ferrari F430 GT3              | 439 |
| 25          | Coupe du Roi | 201C | JMB Racing                     | Pascal Ballay Damien Chanard                                             | Ferrari F430 GT3              | 439 |
| 26          | G3           | 140  | Emeraude Racing RMS            | Laurent Pasquali Olivier Baron Andrea Lancorpel                          | Porsche 997 GT3 Cup           | 437 |
| 27          | G3           | 121  | GS Motorsport                  | Philippe Broodcooren Roger Grouwels Kenneth Heyer Mark Thomas            | Dodge Viper Competition Coupe | 411 |
| 28          | G3           | 178  | G Private Racing               | Patrick Ortlieb Paul Pfefferkorn Martin Sagmeister Philip Zumstein       | Porsche 997 GT3 Cup           | 399 |
| 29          | G3           | 177  | G Private Racing               | Otto Dragun Mikael Forsten Jörg Peham Mathias Schmitter                  | Porsche 997 GT3 Cup           | 382 |
| 30          | G3           | 174  | Sport Garage                   | Gaël Lesoudier François Jakubowski Gilles Vannelet Hector Lester         | Ferrari F430 GT3              | 381 |
| 31          | GT2          | 78   | JMB Racing                     | Charles de Pauw Alain van den Hove Didier de Radiguès Paul Belmondo      | Ferrari F430 GT2              | 369 |
| 32          | GT2          | 51   | AF Corse Motorola              | Italien Gianmaria Bruni Stéphane Ortelli Rui Águas                       | Ferrari F430 GT2              | 365 |
| 33          | G3           | 175  | Sport Garage                   | François-Xavier Boucher Michel Keyzer Sébastien Carcone Thierry Stépec   | Ferrari F430 GT3              | 354 |
| 34          | G2           | 106  | Champion Racing                | Philippe Noziere Rémy Brouard Philippe Roussaud Manuel Ferreira          | Porsche 911 GT3 Cup           | 348 |
| 35          | G3           | 118  | Trackspeed Racing              | David Ashburn Martin Rich Johnny Lang Luke Hines                         | Porsche 997 GT3 Cup           | 341 |
| Ausgefallen |              |      |                                |                                                                          |                               |     |
| 36          | GT1          | 23   | BMS Scuderia Italia            | Jamie Davies Fabio Babini Ferdinando Monfardini Diego Alessi             | Aston Martin DBR9             | 330 |
| 37          | GT1          | 28   | Reiter Engineering Lamborghini | Jos Menten Peter Kox Jeroen Bleekemolen                                  | Lamborghini Murcielago R-GT   | 268 |
| 38          | Coupe du Roi | 215A | S-Berg Racing                  | Jan Charouz Jaromir Jírik                                                | Lamborghini Gallardo GT3      | 232 |
| 39          | Coupe du Roi | 215B | S-Berg Racing                  | Antoine Leclerc Vadim Kuzminykh                                          | Lamborghini Gallardo GT3      | 232 |
| 40          | Coupe du Roi | 215C | S-Berg Racing                  | Milan Urban Jan Urban                                                    | Lamborghini Gallardo GT3      | 232 |
| 41          | GT1          | 33   | Jetalliance Racing Team        | Karl Wendlinger Ryan Sharp Lukas Lichtner-Hoyer Robert Lechner           | Aston Martin DBR9             | 158 |
| 42          | G3           | 116  | Signa Motorsport               | Patrick Chaillet Laurent Nef Christophe Geoffroy                         | Dodge Viper Competition Coupe | 153 |
| 43          | GT2          | 62   | Scuderia Ecosse                | Tim Mullen Jaroslav Janiš Tomáš Enge Jonny Kane                          | Ferrari F430 GT2              | 136 |
| 44          | GT1          | 7    | All-Inkl.com Racing            | Christophe Bouchut Stefan Mücke Frank Stippler                           | Lamborghini Murcielago R-GT   | 83  |
| 45          | G2           | 101  | Belgian Racing                 | Sarah Bovy Bas Leinders Renaud Kuppens                                   | Gillet Vertigo Streiff        | 64  |
| 46          | G2           | 107  | AB Motorsport                  | Antonio de Castro Renato Premoli Bruno Barbaro                           | Porsche 911 GT3-RS            | 63  |
| 47          | GT2          | 50   | AF Corse Motorola              | Toni Vilander Dirk Müller Mika Salo                                      | Ferrari F430 GT2              | 58  |
| 48          | GT2          | 60   | Prospeed Competition           | Rudi Penders Franz Lamot Bart Couwberghs François Duval                  | Porsche 997 GT3-RSR           | 57  |
| 49          | G3           | 117  | Pilotage Passion               | Thierry Guiod Jean-Charles Levy Philippe Levy Michel Mitieus             | Porsche 997 GT3 Cup           | 45  |
| 50          | GT1          | 22   | BMS Scuderia Italia            | Enrico Toccacelo Alex Frassinetti Gabriele Lancieri Riccardo Ragazzi     | Aston Martin DBR9             | 13  |

### Nur in der Meldeliste
Zu diesem Rennen sind keine weiteren Meldungen bekannt.

### Klassensieger
| Klasse       | Fahrer              | Fahrer                  | Fahrer         | Fahrer          | Fahrzeug                | Platzierung im Gesamtklassement |
| ------------ | ------------------- | ----------------------- | -------------- | --------------- | ----------------------- | ------------------------------- |
| GT1          | Mike Hezemans       | Jean-Denis Delétraz     | Marcel Fässler | Fabrizio Gollin | Chevrolet Corvette C6.R | Gesamtsieg                      |
| GT2          | Emmanuel Collard    | Matteo Malucelli        | Marc Lieb      |                 | Porsche 997 GT3-RSR     | Rang 8                          |
| G2           | Guino Kenis         | Michael de Keersmaecker | Patrick Smets  | Chris Mattheus  | Mosler MT900 GT3        | Rang 19                         |
| G3           | Paul van Splunteren | Simon Frederiks         | Pim van Riet   | Ian Khan        | Porsche 997 GT3 Cup     | Rang 14                         |
| Coupe du Roi | Peter Kutemann      | Henk Haane              |                |                 | Ferrari F430 GT3        | Rang 23                         |

### Renndaten
- Gemeldet: 50
- Gestartet: 50
- Gewertet: 35
- Rennklassen: 5
- Zuschauer: unbekannt
- Wetter am Renntag: warm, immer wieder leichter Regen
- Streckenlänge: 7,004 km
- Fahrzeit des Siegerteams: 24:00:20,547 Stunden
- Gesamtrunden des Siegerteams: 532
- Gesamtdistanz des Siegerteams: 3726,128 km
- Siegerschnitt: 155,210 km/h
- Pole Position: Marcel Fässler – Chevrolet Corvette C6.R (#5) – 2:14,554 = 187,390 km/h
- Schnellste Rennrunde: Pedro Lamy – Maserati MC12 GT1 (#6) – 2:16,452 = 184,780 km/h
- Rennserie: 6. Lauf zur FIA-GT-Meisterschaft 2007